# Brazas a ceñir
Brazas a Ceñir es el Himno oficial de la Armada de Chile, compuesto inicialmente como una Marcha Militar entre 1929 y 1935 por el suboficial mayor infante de Marina músico Luis Humberto Mella Toro (Santiago, Chile 29 de marzo de 1904 - La Reina, Santiago, Chile 26 de septiembre de 1979).

## Historia
Durante una madrugada en 1929, el ese entonces Sargento 2° Luis Mella Toro mientras se desempeñaba como guardia en el palo trinquete de la Corbeta General Baquedano mientras navegaba rumbo a Vancouver (Canadá), Luis Mella Toro extrajo su clarinete y comenzó a sacar algunos acordes los cuales se convertirían en los Primeros 8 compases.
6 Años después en 1935 Luis Mella Toro retomaría esta composición para finalmente instrumentarlo, Luego ese mismo año cuando comenzó a escribir la Letra se baso en el viaje de la Corbeta Baquedano navegando a Vancouver (Canadá) debido a que durante ese viaje era muy escaso viento reinante, el cual solo solo permitía a la Corbeta un suave avance, Luis Mella Toro baso casi toda la Letra en ese Viaje. La expresión "Brazas a Ceñir" quiere decir que las velas deben orientarse correctamente en dirección del viento, para lograr velocidad óptima. En un sentido metafórico, el título sugiere que la Armada chilena está continuamente preparándose para entrar en acción o enfrentar la tempestad, con el trabajo mancomunado de su dotación.
Cuando Brazas a Ceñir fue Finalmente Compuesta, Luis Mella Toro durante un Almuerzo en la Escuela Naval Arturo Prat repartió en unas hojas la letra de la marcha a cada uno de los Cadetes presentes en ese Almuerzo, la marcha fue cantada por cada uno de los cadetes presentes más de 7 Veces, fue tanta la emoción y entusiasmo de los cadetes cantando que hasta los instructores y personal de cámara durante ese almuerzo se motivaron a cantar.
En 1974, el entonces jefe de Relaciones Públicas de la Armada, capitán de fragata Pedro Baraona Lopetegui sugirió al Comandante en Jefe de la Armada de Chile, Almirante José Toribio Merino Castro, la adopción de Brazas a ceñir como himno oficial de la Armada de Chile; el decreto que confirió esta condición al himno se firmó el 21 de mayo de ese mismo año, desde ese entonces Brazas a Ceñir se convertiría en el Himno Oficial de la Armada de Chile. Cabe destacar que el propio Almirante Merino perteneció a la agrupación de cadetes que realizaron la primera interpretación de Brazas a Ceñir.